# Mirebeau-sur-Bèze
Mirebeau-sur-Bèze és un municipi francès, situat al departament de la Costa d'Or i a la regió de Borgonya - Franc Comtat. L'any 2007 tenia 1.880 habitants.

## Demografia

### Població
El 2007 la població de fet de Mirebeau-sur-Bèze era de 1.880 persones. Hi havia 712 famílies, de les quals 186 eren unipersonals (65 homes vivint sols i 121 dones vivint soles), 220 parelles sense fills, 263 parelles amb fills i 43 famílies monoparentals amb fills.
La població ha evolucionat segons el següent gràfic:
Habitants censats

### Habitatges
El 2007 hi havia 775 habitatges, 721 eren l'habitatge principal de la família, 27 eren segones residències i 27 estaven desocupats. 614 eren cases i 157 eren apartaments. Dels 721 habitatges principals, 509 estaven ocupats pels seus propietaris, 187 estaven llogats i ocupats pels llogaters i 25 estaven cedits a títol gratuït; 14 tenien una cambra, 34 en tenien dues, 118 en tenien tres, 194 en tenien quatre i 360 en tenien cinc o més. 469 habitatges disposaven pel capbaix d'una plaça de pàrquing. A 313 habitatges hi havia un automòbil i a 308 n'hi havia dos o més.

### Piràmide de població
La piràmide de població per edats i sexe el 2009 era:
| Homes | Edats   | Dones |
| ----- | ------- | ----- |
| 0     | 95 o +  | 8     |
| 0     | 90 a 94 | 28    |
| 12    | 85 a 89 | 24    |
| 8     | 80 a 84 | 12    |
| 16    | 75 a 79 | 40    |
| 32    | 70 a 74 | 40    |
| 52    | 65 a 69 | 48    |
| 40    | 60 a 64 | 40    |
| 24    | 55 a 59 | 28    |
| 32    | 50 a 54 | 40    |
| 52    | 45 a 49 | 60    |
| 40    | 40 a 44 | 56    |
| 68    | 35 a 39 | 68    |
| 48    | 30 a 34 | 52    |
| 52    | 25 a 29 | 68    |
| 32    | 20 a 24 | 44    |
| 40    | 15 a 19 | 56    |
| 20    | 10 a 14 | 60    |
| 52    | 5 a 9   | 56    |
| 44    | 0 a 4   | 56    |

## Economia
El 2007 la població en edat de treballar era de 1.148 persones, 884 eren actives i 264 eren inactives. De les 884 persones actives 812 estaven ocupades (431 homes i 381 dones) i 72 estaven aturades (24 homes i 48 dones). De les 264 persones inactives 93 estaven jubilades, 100 estaven estudiant i 71 estaven classificades com a «altres inactius».

### Ingressos
El 2009 a Mirebeau-sur-Bèze hi havia 735 unitats fiscals que integraven 1.845,5 persones, la mediana anual d'ingressos fiscals per persona era de 18.263 €.

### Activitats econòmiques
Dels 122 establiments que hi havia el 2007, 1 era d'una empresa extractiva, 1 d'una empresa alimentària, 1 d'una empresa de fabricació de material elèctric, 7 d'empreses de fabricació d'altres productes industrials, 20 d'empreses de construcció, 24 d'empreses de comerç i reparació d'automòbils, 8 d'empreses de transport, 5 d'empreses d'hostatgeria i restauració, 1 d'una empresa d'informació i comunicació, 8 d'empreses financeres, 6 d'empreses immobiliàries, 17 d'empreses de serveis, 17 d'entitats de l'administració pública i 6 d'empreses classificades com a «altres activitats de serveis».
Dels 43 establiments de servei als particulars que hi havia el 2009, 1 era una oficina d'administració d'Hisenda pública, 1 gendarmeria, 1 oficina de correu, 6 oficines bancàries, 7 tallers de reparació d'automòbils i de material agrícola, 2 tallers d'inspecció tècnica de vehicles, 1 autoescola, 3 paletes, 3 guixaires pintors, 4 fusteries, 4 lampisteries, 2 electricistes, 3 perruqueries, 1 veterinari, 2 restaurants, 1 agència immobiliària i 1 saló de bellesa.
Dels 10 establiments comercials que hi havia el 2009, 1 era una botiga de més de 120 m², 2 fleques, 1 una fleca, 1 una peixateria, 1 una sabateria, 1 una botiga d'electrodomèstics i 3 floristeries.
L'any 2000 a Mirebeau-sur-Bèze hi havia 9 explotacions agrícoles que ocupaven un total de 342 hectàrees.

## Equipaments sanitaris i escolars
L'únic equipament sanitari que hi havia el 2009 era una farmàcia.
El 2009 hi havia 1 escola maternal i 2 escoles elementals. Mirebeau-sur-Bèze disposava d'un col·legi d'educació secundària amb 369 alumnes.

## Poblacions més properes
El següent diagrama mostra les poblacions més properes.